# 6 Dogs
Ronald Chase Amick (ur. 5 maja 1999 w Dahlonega, zm. 26 stycznia 2021 w Atlancie), znany pod pseudonimem 6 Dogs – amerykański raper, artysta, malarz i projektant mody z Dahlonega w stanie Georgia. 
6 Dogs zyskał popularność w 2017 roku dzięki aplikacji muzycznej SoundCloud; wiele utworów z jego debiutanckiego albumu 6 Dogs, w tym „Faygo Dreams”, „Flossing” i „Someone”, zgromadziły wiele milionów odsłuchań w ów serwisie. „Faygo Dreams” ma ponad 130 milionów odtworzeń w samym serwisie Spotify oraz zdobyło certyfikat złotej płyty w USA. 
W swojej karierze współpracował z wieloma artystami, w tym z Juice Wrld, Lil Skies, Cole Bennett, Benny Blanco, $not, Yung Gravy. 26 stycznia 2021 roku Chase spadł z wysokiego budynku w swoim rodzinnym mieście Atlancie i zmarł. Jego pośmiertny i trzeci album studyjny „RONALD” ukazał się 12 marca 2021 roku.

## Wczesne życie
6 Dogs urodził się 5 maja 1999 roku w małym mieście Dahlonega w stanie Georgia. Od najmłodszych lat wolał używać swojego drugiego imienia, którym było Chase. Chase wychował się w konserwatywnym chrześcijańskim domu, we wczesnych latach dzieciństwa służył jako ministrant i regularnie uczęszczał na msze kościelne. Pierwszą pracę jako ratownik dostał, gdy miał 16 lat. W następnych latach Amick postanowił rozpocząć i skupić się na karierze muzycznej. Ze względu na jego surową rodzinę w tamtym czasie, Chase musiał tworzyć, nagrywać i wydawać swoją muzykę w tajemnicy, zazwyczaj udając się w tym celu do domu przyjaciół.

## Kariera
Chase wydał swój pierwszy singel „Demons in the A” na Soundcloud 9 sierpnia 2016 r. Następnie 3 lipca 2017 r. Wydał swój debiutancki album „6 Dogs” na wszystkich platformach streamingowych. Krążek składał się z 13 piosenek, które wcześniej były tylko opublikowane na jego koncie w platformie SoundCloud. Jego najpopularniejsza jak dotąd piosenka „Faygo Dreams” stała się sporym hitem w podziemnej scenie rapowej. Po swoim sukcesie Amick podpisał kontrakt z Interscope Records w 2018 roku, a następnie wydał swój drugi album studyjny „Hi-Hats and Heartaches”, będący mieszanką piosenek o jego niedawnym zakończeniu związku i marzeniami o produkcji muzyki. Wkrótce po wydaniu tego albumu zdecydował się opuścić swoją wytwórnię i przejść na niezależność, wydając serię singli od 2019 roku do śmierci w 2021 roku. Kolejnym krokiem w karierze Chase'a był jego pośmiertny album „RONALD.”, wydany 12 marca 2021 roku, projekt został w pełni ukończony przed jego śmiercią.

## Śmierć
26 stycznia 2021 roku poinformowano o samobójstwie rapera. Zgon był spowodowany wynikiem upadku z wysokiego budynku.

## Dyskografia
Albumy studyjne
- 6 Dogs (2017)
- 6 Wolves (2018)
- Hi-Hats & Heartaches (2019)
- RONALD (2021)